# Morti nel 1543
| Questa pagina contiene informazioni ricavate automaticamente dalle voci biografiche con l'ausilio del template Bio e di un bot. L'aggiornamento è periodico e automatico e ricostruisce completamente la pagina. Se manca una persona in questa lista, sei pregato di non aggiungerla, ma accertati piuttosto che la sua voce biografica contenga il template Bio e che i dati anagrafici siano correttamente compilati. Se il template Bio manca, inseriscilo tu stesso o, in alternativa, metti l'avviso {{tmp\|Bio}} che ne segnala la mancanza. Se i dati riportati sono sbagliati, correggi direttamente la voce biografica; le modifiche saranno visibili in questa lista entro pochi giorni. Per chiarimenti vedi il progetto biografie. La lista contiene solo le 65 persone che sono citate nell'enciclopedia e per le quali è stato implementato correttamente il template Bio. Pagina aggiornata al 2 giu 2025. |

## Gennaio(7)
- 2 gennaio - Bonifacio Ferrero, cardinale e vescovo cattolico italiano (n. 1476)
- 3 gennaio - Juan Rodríguez Cabrillo, esploratore portoghese (n. 1499)
- 9 gennaio - Guillaume du Bellay, storico e funzionario francese (n. 1491)
- 16 gennaio - Lucina Savorgnan, nobile italiana
- 18 gennaio - Cristina Ciccarelli, monaca cristiana italiana (n. 1480)
- 21 gennaio - Francesco Minerbetti, arcivescovo cattolico italiano
- 29 gennaio - Nagao Tamekage, militare giapponese

## Febbraio(2)
- 15 febbraio - Johannes Eck, teologo tedesco (n. 1486)
- 21 febbraio - Aḥmad Grāñ b. Ibrāhīm, militare somalo (n. 1506)

## Marzo(2)
- 6 marzo - Baccio d'Agnolo, architetto e scultore italiano (n. 1462)
- 30 marzo - Cesare Cesariano, pittore e architetto italiano (n. 1475)

## Aprile(3)
- 15 aprile - Francesco da Milano, compositore italiano (n. 1497)
- 15 aprile - Christoph von Stadion, umanista e vescovo cattolico tedesco (n. 1478)
- 23 aprile - Susanna di Baviera, nobile (n. 1502)

## Maggio(1)
- 24 maggio - Niccolò Copernico, astronomo, matematico e prete polacco (n. 1473)

## Giugno(5)
- 1º giugno - Philippe de Chabot, ammiraglio francese (n. 1492)
- 4 giugno - Gabriele Tadino, militare e ingegnere italiano
- 12 giugno - François de Montholon, giurista e politico francese
- 25 giugno - Giovanni Mangone, architetto e scultore italiano
- 27 giugno - Agnolo Firenzuola, scrittore italiano (n. 1493)

## Luglio(1)
- 19 luglio - Maria Bolena, nobildonna inglese (n. 1499)

## Agosto(4)
- 1º agosto - Magnus I di Sassonia-Lauenburg, duca (n. 1488)
- 7 agosto - Jean Le Veneur, cardinale e vescovo cattolico francese (n. 1473)
- 17 agosto - Antonio Sanseverino, cardinale e arcivescovo cattolico italiano (n. 1477)
- 29 agosto - Maria di Jülich-Berg, nobile tedesca (n. 1491)

## Settembre(3)
- 20 settembre - Thomas Manners, I conte di Rutland, nobile inglese (n. 1492)
- 23 settembre - Giovanna di Hochberg, nobile svizzera (n. 1485)
- 26 settembre - Francesco Corner, cardinale e vescovo cattolico italiano (n. 1478)

## Ottobre(1)
- 3 ottobre - Camilla de' Rossi, nobile italiana (n. 1516)

## Novembre(6)
- 7 novembre - Şehzade Mehmed, principe ottomano (n. 1521)
- 10 novembre - Matthäus Aurogallus, linguista e ebraista tedesco (n. 1490)
- 10 novembre - Felipe Bigarny, scultore e architetto spagnolo (n. 1475)
- 13 novembre - Ferdinando I Folch de Cardona, militare spagnolo (n. 1469)
- 27 novembre - Girolamo Grimaldi, cardinale italiano
- 30 novembre - Francesco Granacci, pittore italiano (n. 1469)

## Dicembre(5)
- 12 dicembre - Maria Salviati, nobildonna italiana (n. 1499)
- 25 dicembre - Alberto Pasquale, vescovo cattolico e letterato italiano (n. 1487)
- 27 dicembre - Giorgio di Brandeburgo-Ansbach, nobile (n. 1484)
- 27 dicembre - Sigismondo I Malatesta, condottiero italiano (n. 1498)
- 30 dicembre - Gian Matteo Giberti, vescovo cattolico italiano (n. 1495)

## Senza giorno specificato(25)
- Girolamo Amadei, teologo italiano (n. 1483)
- Batumöngke Dayan Khan, mongolo (n. 1464)
- Giovanni Borgia Enriquez, nobile, letterato e militare spagnolo (n. 1493)
- Giuliano Castellani, pittore italiano
- Heinrich Douvermann, scultore tedesco (n. 1480)
- Francesco II de Tassis, nobile (n. 1514)
- Antonino Giuffré, pittore italiano
- Gendün Gyatso, tibetano (n. 1475)
- Melchior Hoffmann, religioso tedesco (n. 1495)
- Hans Holbein il Giovane, pittore e incisore svizzero
- Angelo Ignannino, compositore italiano (n. 1475)
- Klemens Janicki, poeta polacco (n. 1516)
- Asakura Kagetaka, militare giapponese (n. 1495)
- Giampaolo I Meli Lupi, nobile italiano
- Caremolo Modrone, italiano (n. 1489)
- Maffeo Olivieri, scultore e intagliatore italiano (n. 1484)
- Costantino Paleologo, nobile greco
- Giovan Battista Pio, umanista, poeta e filologo italiano (n. 1460)
- Ruganzu II Ndoli, re ruandese
- Ludwig Senfl, compositore svizzero (n. 1486)
- Cristoforo II Torelli, conte
- Tsuruhime, giapponese (n. 1526)
- Baldassarre Turini, presbitero italiano (n. 1486)
- Trussardo da Calepio II, politico e militare italiano
- Cristóbal de Andino, scultore e architetto spagnolo (n. 1480)